# بامسي بيريك
بامسي بيريك بن بيبورا أو بامسي ألب هو أحد محاربي الأوغوز مذكور في حكايات دده قورقوت وبعض الأساطير التركية والأذربيجانية والألطية. كان بامسي أفضل صديق لسالور كازان (الشخصية الرئيسية في الحكايات). كما تم ذكره في حكايات أخرى غير حكايات دده قورقوت.

## اختطافه
ذكر في الحكايات أيضا بأنه تم اختطاف بامسي في الحرب الأهلية التي جرت بين الأوغوز.
بدأ العداء بين أوغوز الداخلية وأوغوز الخارجية. كان بامسي من الأوغوز الداخليين وامرأته من الأغوز الخارجيين. استنجد سادة الأوغوز الخارجيين ببامسي لدعمهم. لكن بامسي بيريك وبحكم قربه لصديقه سالور كازان -رئيس الأوغوز الداخليين- لم تطاوع له نفسه خيانته، فقام أوروز كوجا غاضبًا بإصابته.

## في الثقافة العامة
- قام بوراك اكساك بتسمية فيلمه الأخير «بامسي بيريك» والذي يحكي عن الحب عند أتراك الأوغوز.[1]
- ظهرت شخصية بامسي بيريك كذلك في مسلسلي قيامة أرطغرل والمؤسس عثمان والذي قام بدوره نور الدين سونميز.